# Cydrela friedlanderae
Cydrela friedlanderae là một loài nhện trong họ Zodariidae.
Loài này thuộc chi Cydrela. Cydrela friedlanderae được J. Hewitt miêu tả năm 1914.